# Concile de Gangres

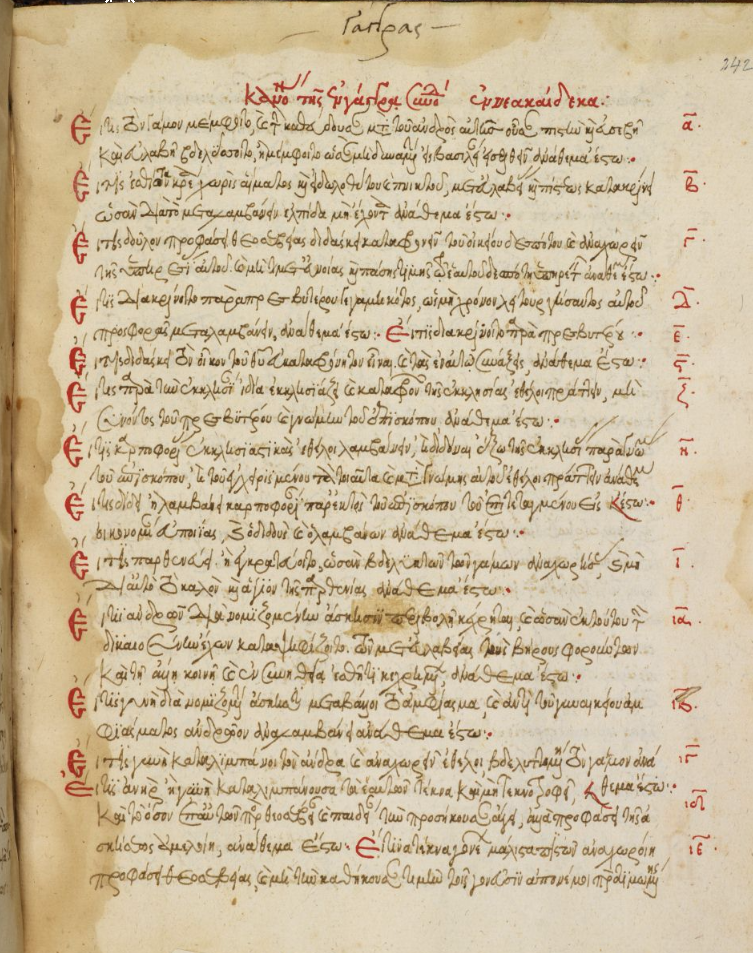
Règlement du Concile de Gangres (manuscrit grec, British Library).

Le concile provincial de Gangres ou synode de Gangres se réunit à une date inconnue au milieu du IVe siècle - peut-être en 355, en 340 selon d'autres auteurs - treize évêques arméniens à Gangres (aujourd'hui Çankırı, Turquie), métropole de la Paphlagonie. Il condamne Eustathe de Sébaste et son entourage. Il s'agit de l'un des cinq conciles particuliers des Églises d'Orient ; ses vingt canons sont reconnus comme faisant autorité par le Concile in trullo dans son deuxième canon et sont inclus dans le nomocanon. 